# Tres de Abril
 Tres de Abril es una localidad y municipio argentino que se ubica en el departamento Bella Vista de la provincia de Corrientes. Está integrado por la Colonia 3 de Abril, y los Parajes "Muchas Islas", "Carrizal Norte", "Raíces Norte" y "Ambrosio".
Cuenta con dos núcleos poblacionales, uno ubicado 4 km al este de la Ruta 27 de 40 viviendas, y el otro 1 km al este de la misma ruta de 80 viviendas, unos 15 km al norte de la ciudad de Bella Vista. El municipio incluye islas del río Paraná, entre ellas: del Mortero, del Medio, Yurú Hatá, Ybirá Pitá, y del Carrizal.

## Historia
La zona de la Colonia 3 de Abril fue una de las primeras en ser habitadas en la Provincia, ya que allí se asentó San Fernando de las Garzas, reducción de indios abipones provenientes del Chaco, ubicada a orilla de la laguna Las Garzas y en condiciones de extrema pobreza. Tres de Abril no obstante nació como iniciativa privada de colonización el 26 de mayo de 1895, por parte de la compañía Colonizadora de Corrientes Sociedad Anónima, a cargo de Mariano I. Loza, con la directa colaboración del agrimensor Molinari Correa. El terreno lo constituyeron 586 concesiones que sumaban un total de 14 745 hectáreas, en su mayor parte de 25 hectáreas reunidas en grupo de cuatro, más otras de superficie variables; las calles que separaban los lotes eran de 10 y hasta 30 metros. Sus primeros pobladores fueron 65 familias argentinas y 25 europeas, entre las que se destacaban 12 de origen francés y 11 belgas.
El 7 de diciembre de 2011, por Ley Provincial N.º 6096 fue declarada municipio, ley que fuera promulgada por Decreto del Poder Ejecutivo Provincial N.º 2964, el 12 de diciembre del mismo año. En el año 2013 se convocó a las primeras elecciones en las que los vecinos de Tres de Abril elegirían sus propias autoridades, saliendo electo primer Intendente municipal el Señor Pedro Roberto Poelstra y Viceintendente el Dr. Juan José Ahmar, cuatro años después en el año 2017, reeligieron a Pedro Roberto Poelstra a quien acompañó como Viceintendente el Señor Damian Miño.
Durante el año 2021, en nuevas elecciones de autoridades, fueron electos Raúl Oscar Poelstra como intendente y Griselda Ayala como viceintendente, ambos pertenecientes a la Unión Cívica Radical
La comuna de Tres de Abril cubre una superficie de 59 000 hectáreas que corresponde a la Tercera Sección Rural de Bella Vista a 13 km al norte de la ciudad.
La Jurisdicción territorial del Municipio de Tres de Abril, estará comprendida dentro de los siguientes límites:
- al Norte: Riachuelo Paraná y Arroyo Ambrosio que la separa del Departamento de Saladas;
- al Sur: Paralelo de 28º 28´ de Latitud Sur cuya georeferenciación será realizada y materializada por la Dirección General de Catastro y Cartografía de la Provincia;
- al Este: Departamento de Saladas;
- al Oeste: Río Paraná.

En dicha zona se encuentran radicadas en alto porcentaje de las explotaciones del Departamento. Más de la mitad de las explotaciones, un 52,9 % no superan las 20 has. de superficie, observándose que el resto oscila en alrededor de 0 a 5 has.
Es la parte rural más cercana a la ciudad y la más antigua en lo que a cultivos agrícolas se refiere. Además de arándanos, frutillas, citrus y cabe destacar que es la mayor productora de batatas de la región.

## Servicios

### Educativos
Escuelas Dependientes del Consejo General de Educación:
- Escuela N.º 436 “Padre Jorge Kloster”
- Escuela N.º 450 “Oscar Alderete”
- Escuela N.º 692
- Escuela N.º 790
- Escuela N.º 706
- Escuela N.º 854 “Paraje Las Garzas”
- Escuela N.º 891 de “Raíces Norte” y Extensión Rural Secundaria dependiente de la Agrotécnica
- Escuela N.º 814 de “Raíces Norte”
- Escuela N.º 793 Nicasio Ojeda de paraje Muchas Islas

Colegio Dependiente de la Dirección General de Enseñanza Media:
- Escuela Agrotécnica Colonia 3 de Abril.

### Religiosos
- Capilla San Antonio (culto católico).
- Capilla Nuestra Señora de Itatí (culto católico).
- Templo Iglesia de Jesucristo (culto evangélico).
- Capilla San Pantaleón (culto católico).
- Capilla Santa Ana (Culto Católico)
- Capilla San Cayetano (culto católico).

### Seguridad
- Comisaría 3ª, se ubicada sobre la Ruta 27.

### Salud
- Sala Atención Primaria Barrio 80 Viviendas (dependiente del Hospital Cabecera de Bella Vista). Atención de enfermería y odontológica de lunes a viernes de 6:00 a 14:00 y médico tres veces por semana.
- Sala de Atención Primaria "Catalina Luxen de Feyen", en el Barrio 40 Viviendas de dependencia Provincial. Atención de enfermería de lunes a viernes de 6:00 a 14:00 hs y médico dos veces por semana).
- Sala de Atención Primaria de Capilla Itatí (con atención odontológica y enfermería).
- Sala de Atención Primaria Raíces Norte.

### Viviendas
Complejos habitacionales que cuentan con agua potable, luz eléctrica y dos líneas de colectivos.
- Barrio 80 Viviendas.
- Barrio 40 Viviendas.

### Transporte
Existe una línea de servicio de transporte público de pasajeros, de carácter interurbano.

## Economía
Se destaca el cultivo de batatas, pero también arándanos, frutillas, mandioca y citrus.

### Actividad productiva
La actividad económica de la comuna de Tres de Abril, se basa especialmente en la producción agrícola-ganadera y se ha actualizado recientemente el Registro de productores y cantidad de hectáreas trabajadas: Existen 147 pequeños productores que se distribuyen de la siguiente manera:
- Batatas: 84 ha
- Mandiocas: 76 ha
- Zapallos: 6 ha
- Maíz: 17 ha
- Cherrys: 8 ha
- Sandías: 17 ha
- Berenjenas: 2 ha
- Pepinos: 4 ha
- Chauchas: 2¼ ha
- Porotos: 11 ha
- Varios: 10 ha (Avilla, Huerta, Quinotos, Manís, etc.)
- Duraznos: 4½ ha
- Melones: 3 ha
- Arándanos: 25 ha
- Pomelos: 11 ha
- Naranjas, mandarinas, limones.
- Producción Bajo Cobertura (pimientos): 50 ha, 67 productores.
- Ganadería: 16 485 cabezas, 348 productores ganaderos (de ellos 111 son de la zona de carrizal o islera)